# 邵艺辉
邵藝輝（1991年—），生於山西太原，中國女導演、作家、編劇，她首部執導的電影是《愛情神話》。她憑藉該電影獲得第35届中国电影金鸡奖最佳编剧和中国电影导演协会奖年度导演。她還出版了一本名為《人类要是没有爱情就好了》的短篇小说集。她执导的第二部电影是《好东西》，点映期间豆瓣开分9.1分，是2024年国产片开分最高分，并实现周票房四连冠累计7.22亿人民币。

## 生平
2010年，邵藝輝考入北京電影學院文學系。畢業後邵藝輝來到上海工作。

## 电影作品
- 《爱情神话》（2021年）
- 《好东西》（2024年）